# 高石市の地名
本項高石市の地名（たかいししのちめい）では、大阪府高石市における町名や大字名を中心に、本市ならびに前身の高石村・高石町成立以来の地名の変遷について記述する。

## 現行行政町名
まず市内の現行の町字名を五十音順に列挙する。

### あ行
- 綾園1 - 7丁目

### か行
- 加茂1 - 4丁目

### た行
- 高砂1 - 3丁目
- 高師浜1 - 4丁目
- 高師浜丁
- 千代田1 - 6丁目
- 取石1 - 7丁目

### な行
- 西取石1・3・5 - 8丁目

### は行
- 羽衣1 - 5丁目
- 羽衣公園丁
- 東羽衣1 - 7丁目

### ま行
- 南高砂

## 町字名の変遷
高石村は1889年（明治22年）、大鳥郡高石南村・高石北村・今在家村・新村が合併することにより成立。旧村名を継承した4大字を編成。1896年（明治29年）、泉北郡の所属となる。

### 成立当初の大字名
- 今在家（1923年羽衣と改称。）
- 新（1966年廃止）
- 高石北（1923年北と改称。）
- 高石南（1923年南と改称。）

1915年（大正4年）
町制施行し、高石町となる。

### 町字の設置
1923年（大正12年）
- 北（高石北より、1966年廃止）
- 羽衣（今在家より、1966年廃止）
- 南（高石南より、1966年廃止）

1953年（昭和28年）
取石村を編入。
旧取石村
- 綾井（1966年廃止）
- 大園（1966年廃止）
- 新家（1970年廃止）
- 富木（1966年廃止）
- 土生（1966年廃止）

1965年（昭和40年）
- 高師浜1 - 4丁目（北・南の各一部より）
- 千代田1 - 6丁目（南の一部より）
- 羽衣1 - 5丁目（羽衣の一部より）
- 羽衣公園丁（羽衣の一部より）

1966年（昭和41年）
市制施行して高石市となる。
- 綾園1 - 7丁目（南・綾井・大園の各一部より）
- 加茂1 - 4丁目（南・綾井の各一部より）
- 高砂1 - 2丁目（埋立地より、1977年3丁目が成立）
- 取石1 - 7丁目（富木・土生・新家・南・大園の各一部より）
- 西取石1・3・5・7丁目（富木・北・綾井・新家・大園の各一部より、1979年6・8丁目が成立）
- 東羽衣1 - 7丁目（羽衣と新・北の各一部より）

1967年（昭和42年）
- 高師浜丁（千代田1 - 6丁目・高師浜1 - 4丁目の各一部と埋立地より）

1992年（平成4年）
- 南高砂（埋立地より）

## 参考資料
- 角川日本地名大辞典 27 大阪府（1983年、角川書店）